# Whiteout
Whiteout är en amerikansk långfilm från 2009 i regi av Dominic Sena, med Kate Beckinsale, Gabriel Macht, Tom Skerritt och Columbus Short i rollerna.

## Handling
U.S. Marshal Carrie Stetko spårar en mördare i Antarktis.

## Rollista
| Kate Beckinsale | – Carrie Stetko |
| Gabriel Macht   | – Robert Pryce  |
| Tom Skerritt    | – Dr. John Fury |
| Columbus Short  | – Delfy         |
| Alex O'Loughlin | – Russell Haden |
| Shawn Doyle     | – Sam Murphy    |
| Joel S. Keller  | – Jack          |
| Jesse Todd      | – Rubin         |
| Arthur Holden   | – McGuire       |
| Erin Hickock    | – Rhonda        |